# St. Michaelis (Oberkleen)

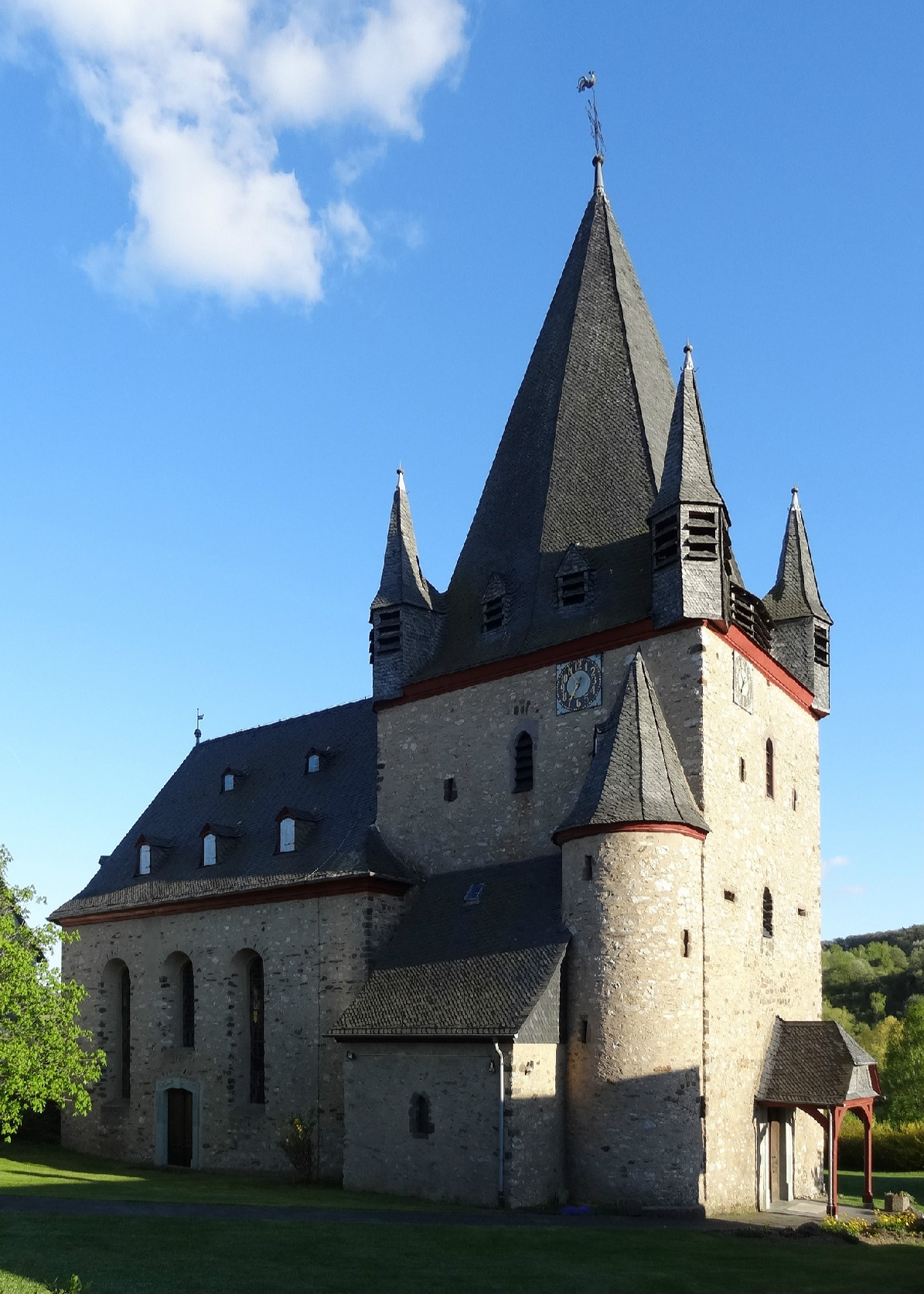
Nordwestseite der Kirche

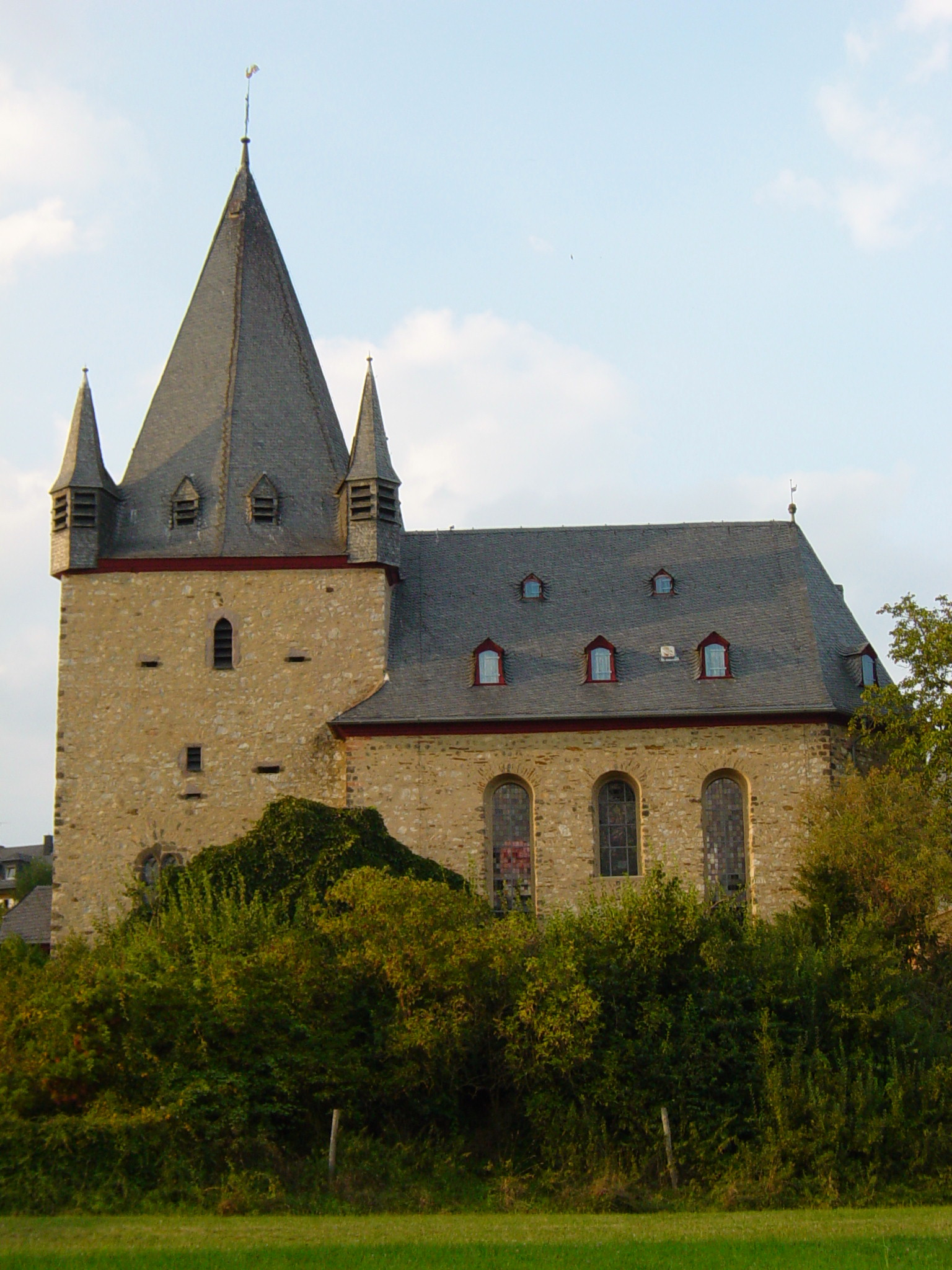
Südseite der Kirche mit Schießscharten im 2. und 3. Turmgeschoss

Die evangelisch-lutherische Kirche St. Michaelis in Oberkleen, einem Ortsteil von Langgöns im Landkreis Gießen (Hessen), ist eine barocke Saalkirche, die im Jahr 1769 fertiggestellt wurde. Die originale Ausstattung ist zum großen Teil erhalten, darunter die mit hölzernem Schnitzwerk verzierte Kanzel und 25 Brüstungsgemälde von Daniel Hisgen. Aus dem 15. Jahrhundert ist der Westturm, ein spätgotischer Wehrturm, erhalten, dessen Spitzhelm von vier Wichhäuschen flankiert wird. Die Kirche prägt das Ortsbild und ist hessisches Kulturdenkmal.

## Geschichte

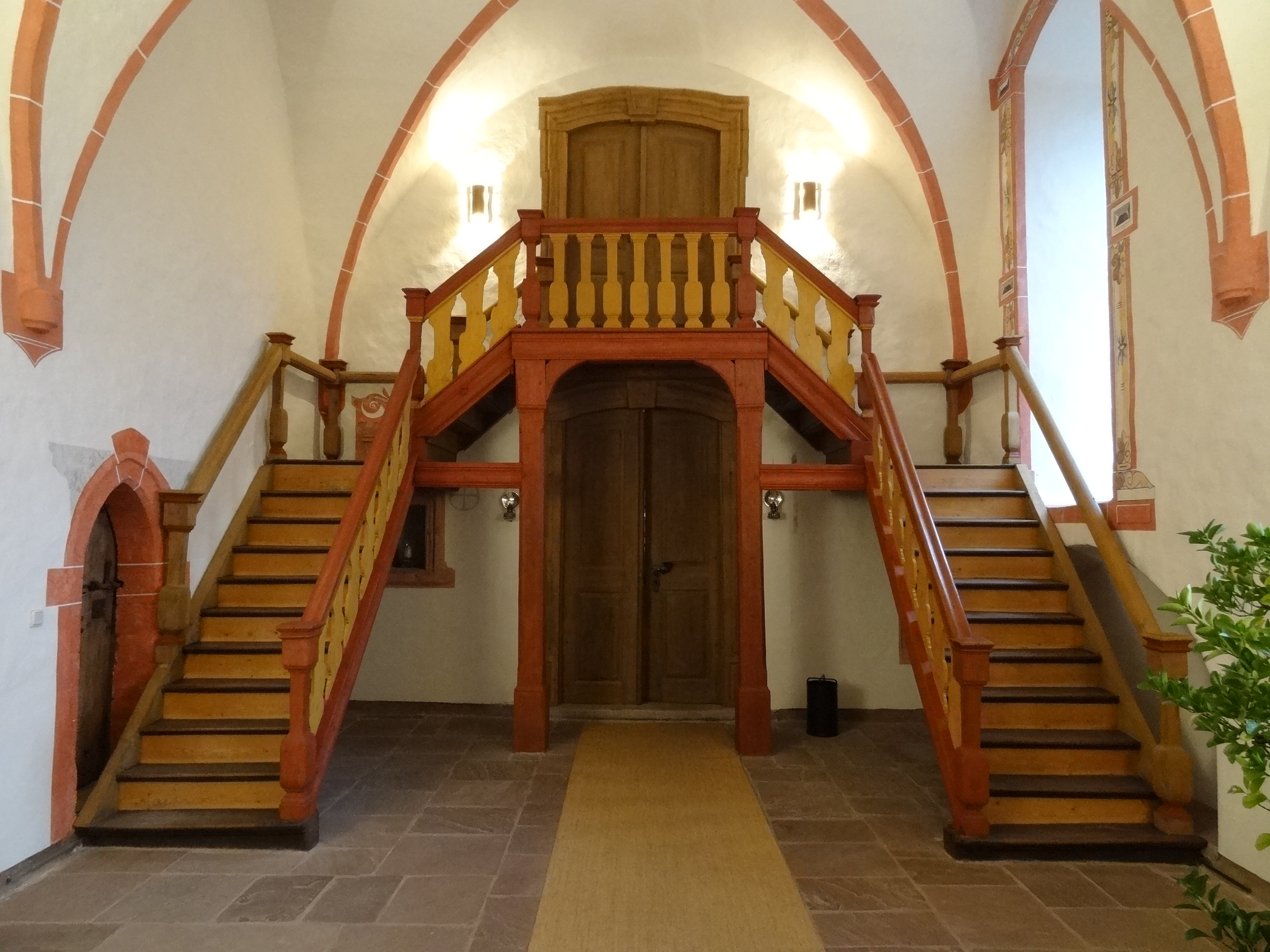
Turmhalle mit Treppenaufgängen zur Empore

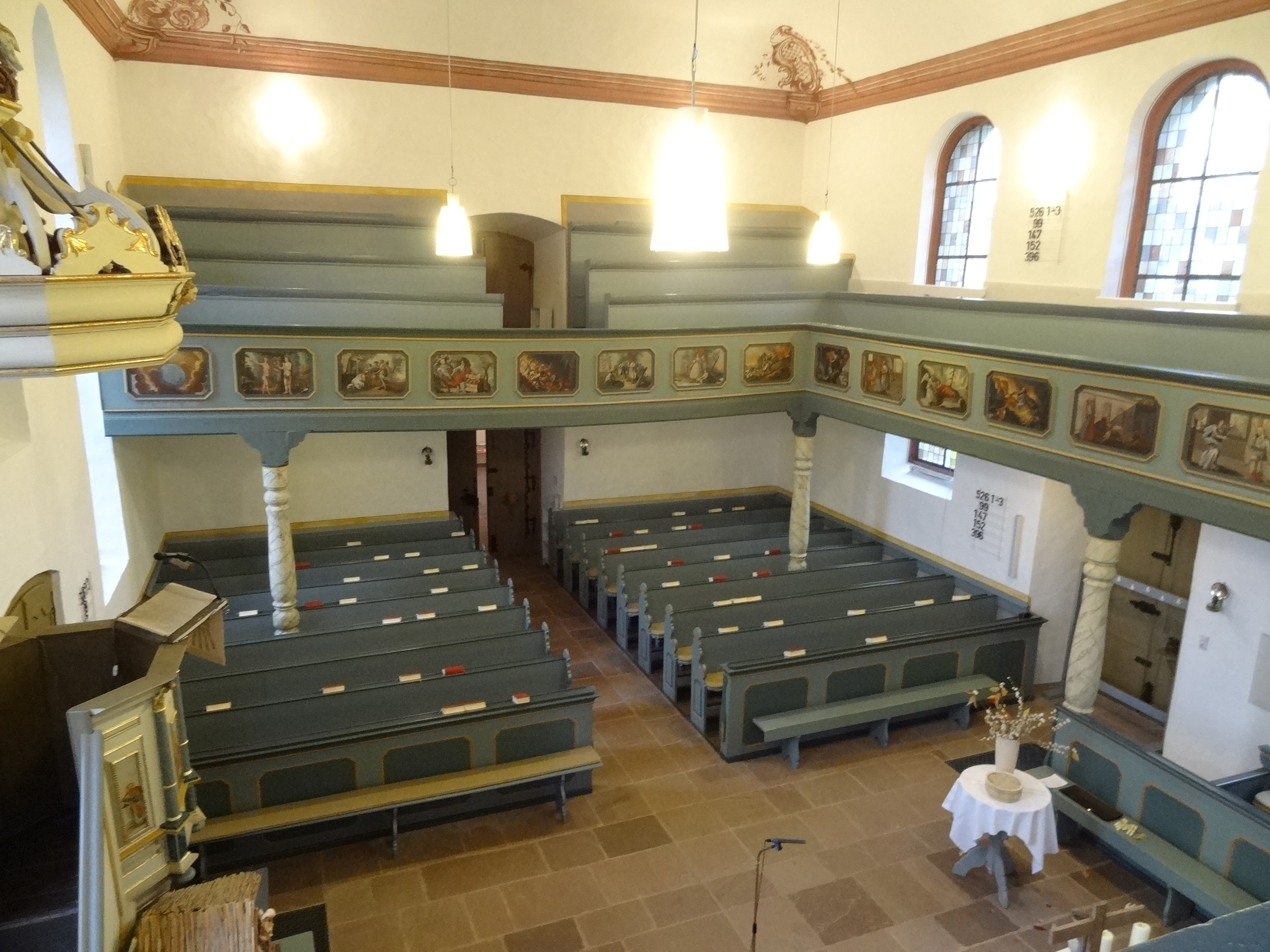
Innenraum Richtung Westen

Kirchlich gehörte Oberkleen ursprünglich zum Parochialverband (Pfarrei) Großen-Linden und damit zum Dekanat Wetzlar im Archidiakonat St. Lubentius Dietkirchen im Bistum Trier. Die Oberkleener mussten für Gottesdienste und Kasualien die Wegstrecke von 25 km zur Großen-Lindener Kirche auf sich nehmen. Dort fand auch das Sendgericht statt. Oberkleen hatte nach 1235 und vor 1347 eine eigene Kirche. Urkundlich wird am 6. Juni 1347 ein „BURGHARDUS pastor in superiori CLEYN“ namentlich genannt. Cleeberg war bis 1748 eine Filialkirche von Oberkleen, die jedoch um ihre Eigenständigkeit kämpfte. Die Herrschaft von Burg Cleeberg besuchte die Kirche in Oberkleen und die letzte Nachfahrin Philippa Riedeselin fand dort ihre letzte Ruhestätte. Eine Urkunde aus dem Jahr 1355 bezeugt, dass Oberkleen dem Patronat der Ganerben von Cleeberg unterstand. Die Kapelle in Cleeberg hatte zu dieser Zeit zwar einen eigenen Kaplan, gehörte aber weiterhin zur Mutterkirche in Oberkleen.
Das Patrozinium St. Michael, das sich auf den Erzengel Michael bezieht, ist zum ersten Mal 1669 und mehrfach im 18. Jahrhundert bezeugt. Im Mai 2009 beschloss das Presbyterium, den eingebürgerten Namen wieder zu führen.
Zwischen 1450 und 1500 wurde der Wehrturm errichtet. Der ebenerdige Turmraum diente gottesdienstlichen Zwecken, während die beiden Obergeschosse zur Verteidigung und Zuflucht dienten. Der Turm wurde, fränkischer und thüringischer Tradition folgend, nicht westlich, sondern östlich an die alte Pfarrkirche angebaut. Ein Durchgang bildete die Verbindung zwischen beiden Gebäuden.
Im Amt Cleeberg wurde 1531/1532 die Reformation eingeführt. Pfarrer Johann Wißbach konvertierte vom katholischen Glauben und wurde erster evangelischer Pfarrer. Sein Nachfolger Michael Weishuhn diente der Gemeinde von 1540 bis 1572. Der Turm wurde im Jahr 1699 repariert. Als die bürgerliche Gemeinde, die schon im 17. Jahrhundert die Baupflicht hatte, sich weigerte, dem Uhrmacher den Arbeitslohn zu zahlen, wurde sie „wegen dieser Gelder mit harter Execution angegrieffen, der Gemeind Vorstehern das Viehe aus denen Ställen gezogen und in Arrest gestellet“.
Erst im Jahr 1748 und endgültig 1765 mit der Erhebung zur eigenständigen Pfarrei erlangte Cleeberg seine kirchliche Unabhängigkeit von Oberkleen, als man sich an den Kosten für den Neubau des abgängigen und zu klein gewordenen Kirchenschiffs in Oberkleen nicht beteiligen wollte. Über Alter und Architektur der ersten Pfarrkirche ist nichts bekannt. Der Vorgängerbau, dessen Steine möglicherweise beim Neubau im Osten wiederverwendet wurden, wurde 1767 abgerissen. Während der Übergangszeit fanden die Gottesdienste im Turm statt. Das neue Kirchenschiff wurde 1769 fertiggestellt und am 7. Oktober 1770 eingeweiht.
Eine neue Orgel wurde 1834 fertiggestellt. Über das Vorgängerinstrument liegen keine genauen Angaben vor. Das Kirchenschiff wurde 1868 neu gestrichen. Im Jahr 1883 fand eine Innenrenovierung statt. Nach dem Ersten Weltkrieg stifteten Familienangehörige zum Gedenken an die Gefallenen ein Bleiglasfenster neben der Kanzel.
Nach dem Zweiten Weltkrieg feierten die Katholiken des Ortes, deren Anzahl durch Heimatvertriebene stark gestiegen war, in St. Michael die Messe, bis 1960 die katholische Kirche Maria Königin errichtet wurde.
Im Jahr 1955 wurden Kirchenschiff und Kirchturm neu schiefergedeckt, 1956 wurde die Kirche renoviert. Die Rundbogenfenster hatten ursprünglich bleiverglaste sechseckige Fensterscheiben, die durch rechteckige in leichter Brauntönung ersetzt wurden. 1983 erfolgte eine Außenrenovierung, 1984 eine Innenrenovierung der Kirche mit der Wiederherstellung der grünen Farbtöne. Die Turm wurde zwischen 2002 und 2005 für rund 145.000 Euro umfassend saniert.
Seit 1963 sind die evangelischen Gemeinden Oberkleen und Ebersgöns pfarramtlich verbunden. Oberkleen fusionierte zum 1. Januar 2021 mit Dornholzhausen und Niederkleen zur Evangelischen Kirchengemeinde Kleebachtal.

## Architektur

Grundriss, links oben die Sakristei und der runde Treppenturm

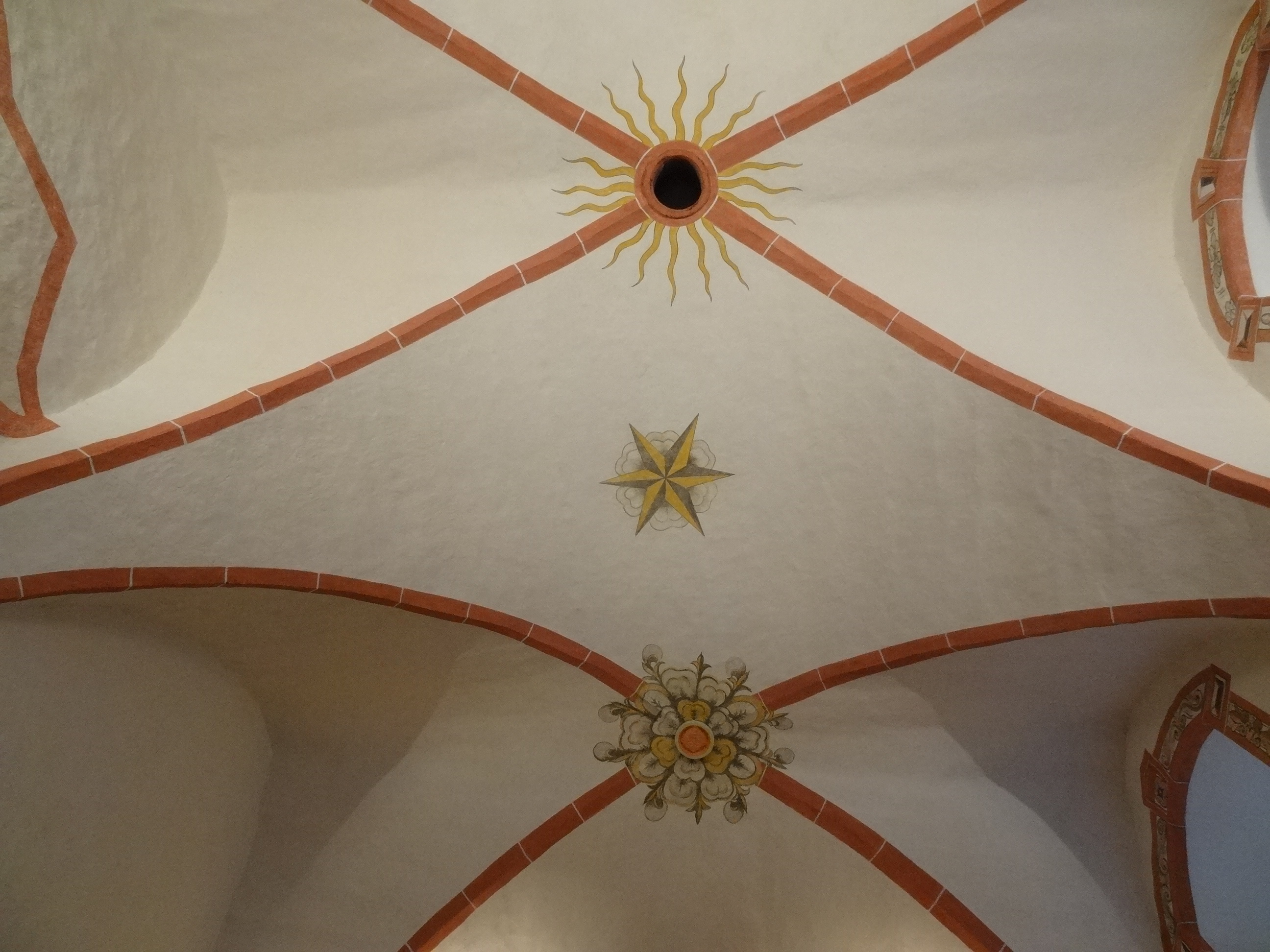
Turmgewölbe mit spätgotischen Deckenmalereien

Der mächtige Westturm über einem quadratischen Grundriss von 9 × 9 Metern hat eine Höhe von 30 Metern bis zum Turmknopf und 34,20 Metern bis zum Hahn. Der ungegliederte Turmschaft ist aus hiesigem Kalkstein-Bruchstein mit vereinzelter Eckquaderung aus Lungstein massiv aufgemauert. Der wehrhafte Chorturm ist dreigeschossig und hat 1,5 Meter mächtige Außenmauern. Die waagerechten Schießscharten an drei Seiten sind erhalten, ebenso die spitzbogigen Pforten, zu denen früher Leitern den Zugang ermöglichten. Im dritten Geschoss sind auf der Nord- und der Westseite die Zifferblätter der Turmuhr angebracht. Die beiden Maßwerk-Zwillingsfenster in der südlichen Turmwand mit unregelmäßigem Lungstein-Gewände wurden nachträglich durchgebrochen. Im hölzernen, achtseitigen Spitzhelm ist die Glockenstube mit einem Vierergeläut untergebracht. Die kleinen Gauben mit Dreiecksgiebeln dienen als Schalllöcher. Der verschieferte Helmaufbau ist von vier kleinen Wichhäuschen umgeben, die 1955 neu verschiefert wurden. Die schlanken Spitzhelme sind von einer Kugel bekrönt. Ein fehlendes Wichhäuschen an der Südseite wurde 1899 erneuert.
Das Westportal von 1768 dient als Haupteingang und enthält noch die barocken Türblätter aus Eichenholz. Ein Relief im oberen Sandsteingewände aus grünlichem Anröchter Grünsandstein zeigt zwei Löwen und zwei dreiblättrige Kleeblätter, das Wappen derer von Cleen. Ein hölzerner Vorbau hat einen verschieferten Schopfwalm.
An der Nordseite sind eine kleine Sakristei mit Kreuzgratgewölbe und ein halbrunder Treppenturm angebaut, der zum ersten Turmgeschoss führt. Der ursprüngliche Sakralraum in der Turmhalle besteht aus zwei Jochen mit gurtlosem Kreuzgratgewölbe auf Konsolen, das in einem figürlichen Schlussstein endet. Eine spitzbogige Tür mit einer Eichentür ermöglicht den Zugang zur Sakristei.
Die geostete Saalkirche aus Bruchstein ist 17,80 × 12,10 Meter groß; die Mauern sind 1,20 Meter mächtig. Sie ist von einem Satteldach abgeschlossen, das an jeder Seite mit fünf kleine Gauben trägt. Das Schiff ist durch hohe rundbogige Fenster und einen dreiseitigen Ostabschluss geprägt. Nord-, Ost- und Südseite haben je drei Fenster. Die mittleren Fenster der beiden Langseiten setzen in halber Höhe an um Platz für die darunter liegenden Portale frei zu halten. Von den beiden Portalen an den Langseiten ist gegenwärtig nur das nördliche geöffnet; das Südportal mit Segmentbogen, über dem sich das Christus-Fenster befindet, ist zugemauert.

## Ausstattung

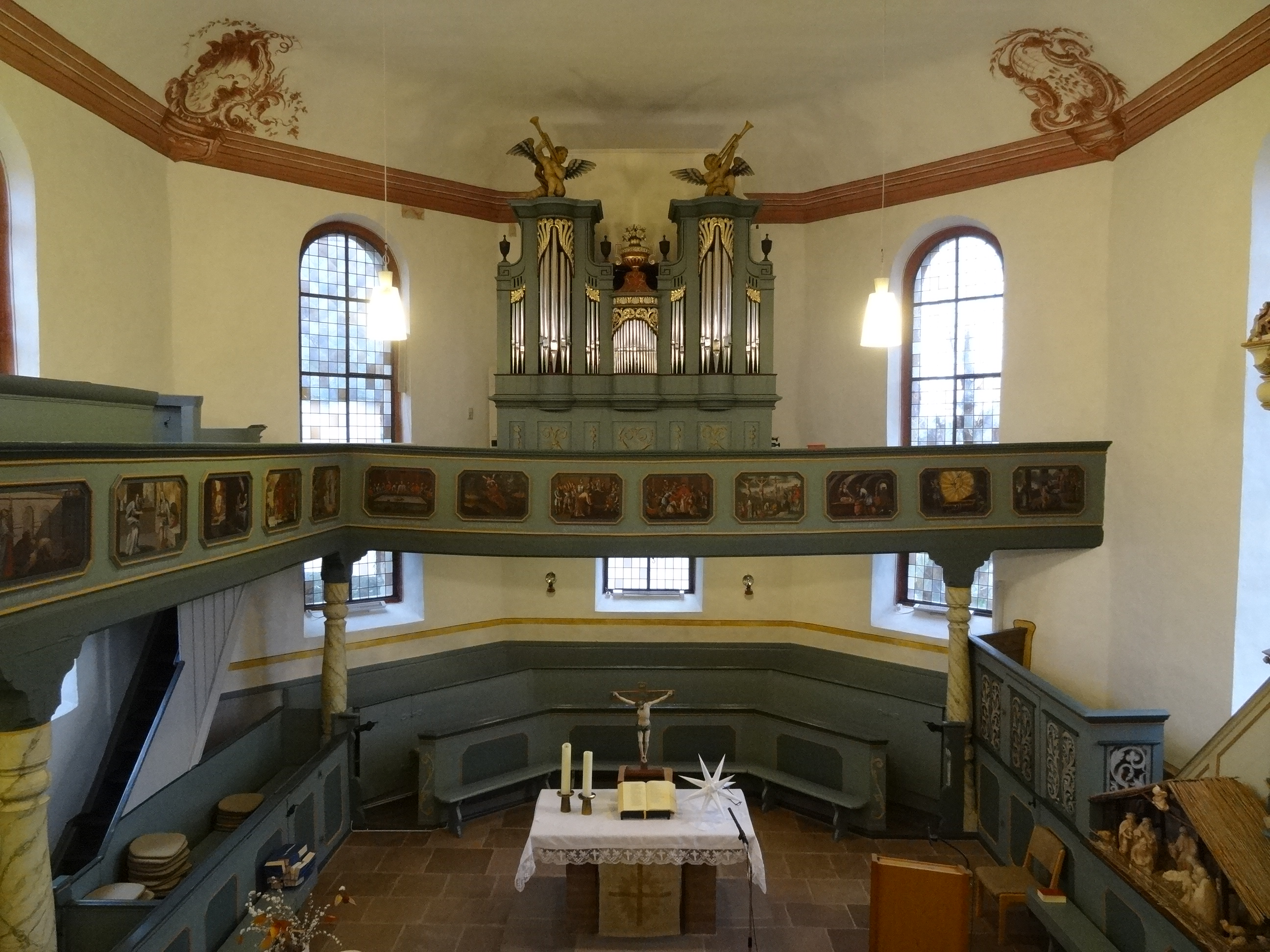
Ostteil des Innenraums

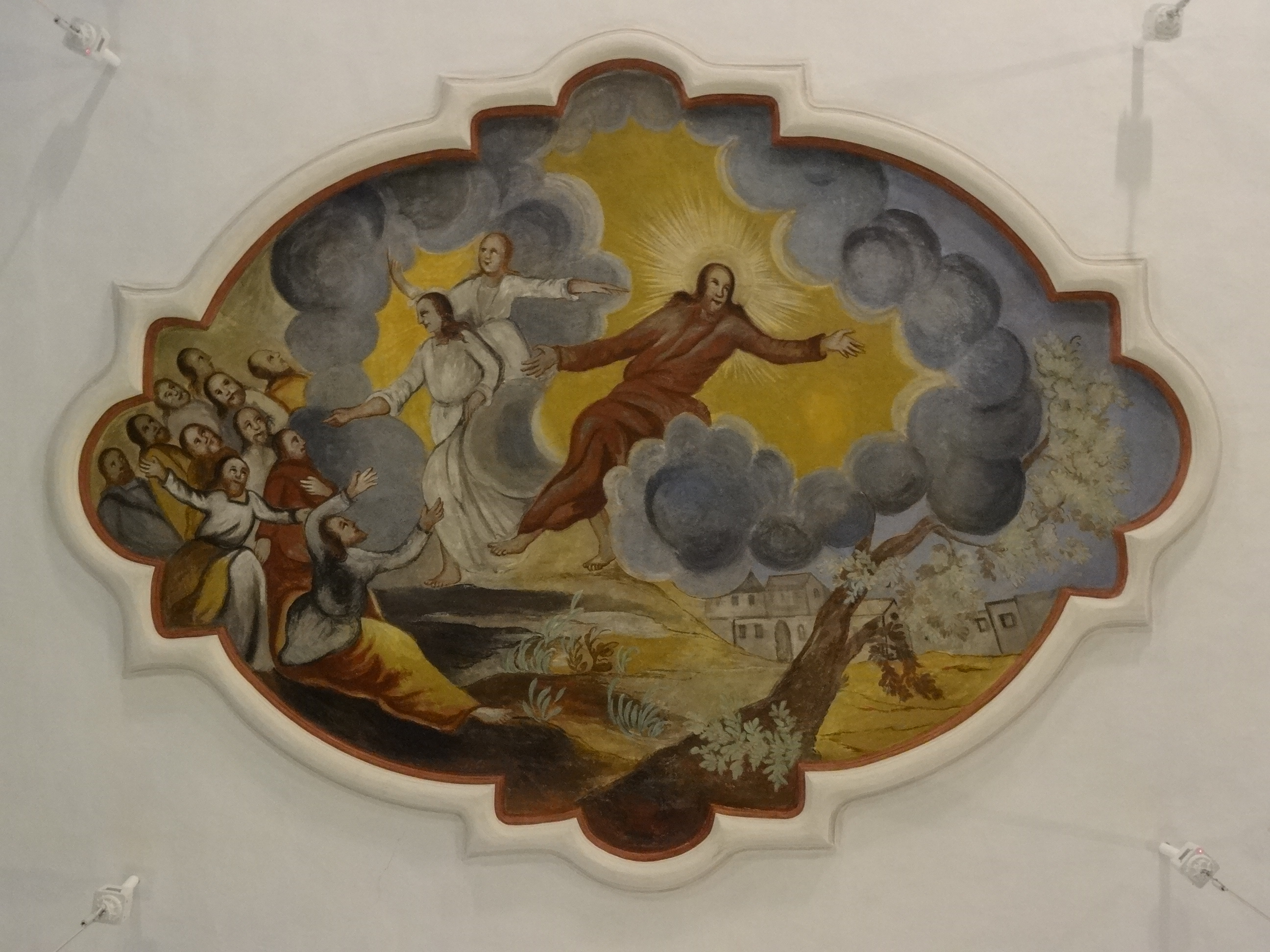
Christi Himmelfahrt als Deckengemälde

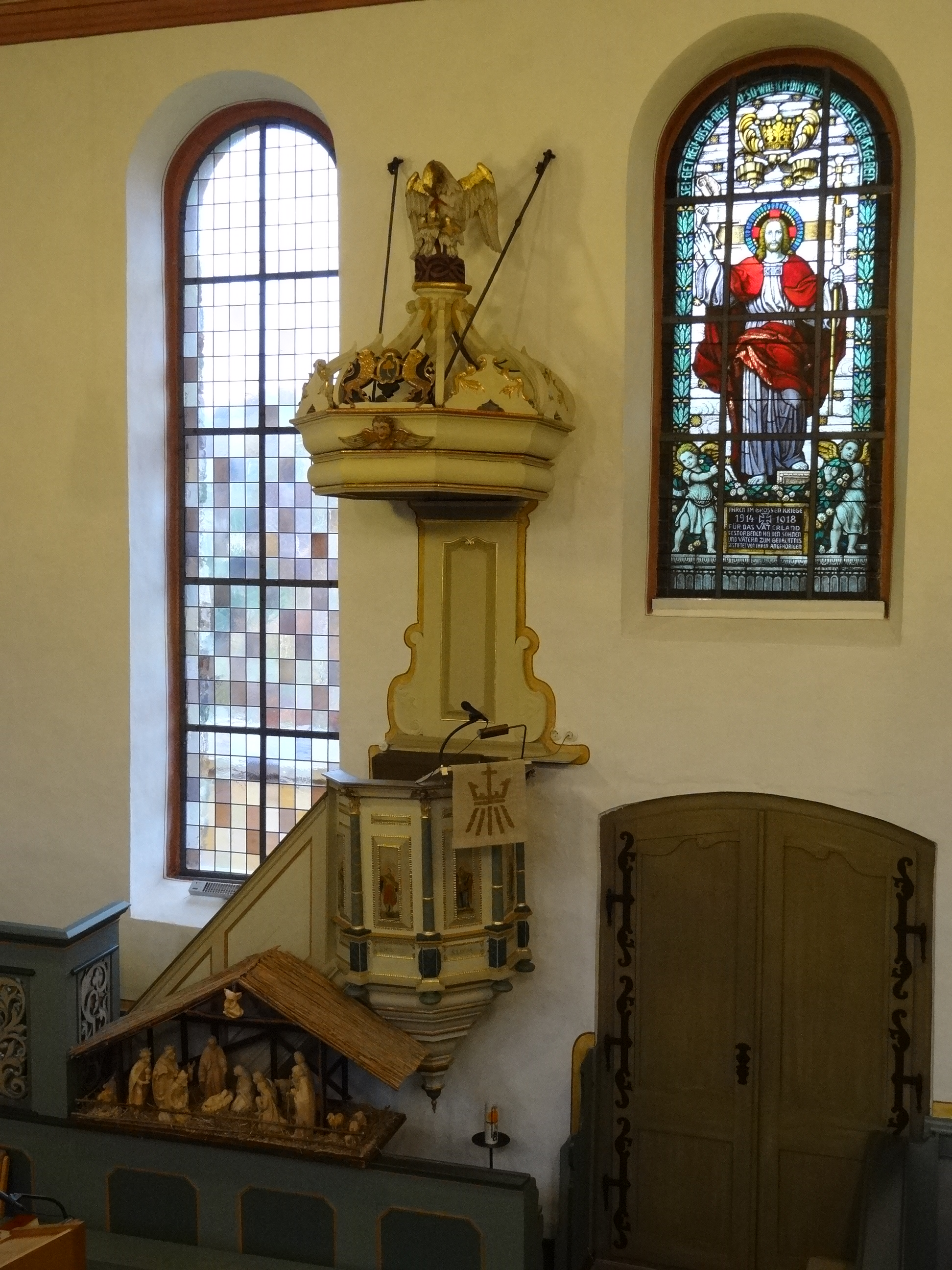
Kanzel neben dem Christus-Fenster

Auf die gottesdienstliche Funktion des Eingangsraums im Turm weisen die Piscina an der Ostseite, die Sakramentsnische aus gotischer Zeit mit dem Allianzwappen der Isenburger und Nassauer Grafen und die Nischen in der Nord- und Südwand für die Ministranten hin. An diesen beiden Wänden befinden sich fünf Weihekreuze aus vorreformatorischer Zeit. Die Grabplatte von Philippa Riedeselin liegt in der ehemaligen Sakristei. In den Turm wurde 1768 eine zweiläufige Eichentreppe eingebaut. In die Querbalken, die vielleicht aus der abgerissenen Pfarrkirche übernommen wurden, ist der Bibelvers Mi 6,8  eingeritzt: „[Es ist dir gesa]GT MENSCH WAS GVT IST VNDT WAS DER HE[rr von dir fordert, nämlich Gottes Wort hal]TEN LIEB VBEN VNDT DEMVTIG SEIN FVR DEIN[em Gott].“ Aus der Zeit der Kirchenneubaus datiert auch die Bemalung der Fensterumrahmung. Seit 2006 ist dort das barocke Vortragekreuz aufgestellt, dessen Christusfigur möglicherweise aus der Romanik stammt. Über dem Westportal befinden sich Reste eines Schriftzugs mit den Bibelworten aus Hi 19,25-27  (um 1770). Links neben den Schriftzug wurde im Jahr 2003 im Zuge der Kirchturmsanierung der Bibelvers Ps 121,8  auf die Wand gemalt. Auf dem Türblatt der Innentür zum Treppenturm ist ein Bundschuh eingeritzt, vom 13. bis 15. Jahrhundert Symbol der bäuerlichen Bundschuh-Bewegung.
Die barocke Ausstattung des Kirchenschiffs ist weitgehend erhalten und wird von verschiedenen Grüntönen dominiert. In vier Ecken ist die Decke mit Rocaillen bemalt. Das ovalförmige Deckengemälde in bäuerlicher Malerei von Daniel Hisgen aus der Erbauungszeit der Kirche (1770) stellt Christi Himmelfahrt dar. In volkstümlicher Malweise zeigt es zentral Christus mit ausgebreiteten Armen in einem Wolkenkranz. Am linken Bildrand kauert die Gruppe der elf Apostel auf einer Anhöhe zusammen. Zwei Engel in weißen Gewändern ohne Flügel belehren die Apostel und zeigen auf Christus. Bernd Beierlein restaurierte im Jahr 2003 Deckengemälde samt Rocaillen. Die an drei Seiten umlaufende hölzerne Empore ruht auf balusterförmigen Säulen. An der Brüstung haben 25 Ölgemälde von Daniel Hisgen (1770) mit biblischen Darstellungen im Stil des Rokoko die Themen von der Schöpfung bis zur Ausgießung des Heiligen Geistes zum Gegenstand. 13 Bilder zeigen Szenen aus dem Alten Testament (Adam und Eva, Erzväter, Mose, David, Elija und Daniel). 11 von 12 Bildern zum Neuen Testament stellen Szenen aus dem Leben Jesu (Verkündigung des Herrn bis zur Auferstehung) dar. Sie wurden 1979 von Heide Giel aus Wiesbaden restauriert.
Familienstand und Geschlecht spiegeln sich in der früheren Sitzordnung wider: Verheiratete Frauen saßen in den Bänken im Westteil des Kirchenschiffs, rechts vorne die Mädchen nach der Konfirmation, dahinter die jung verheirateten Frauen, vorne links die Witwen und die älteren verheirateten Frauen. Die Presbyter hatten ihren Platz in vergitterten Ständen im Nordosten vor dem Aufgang zur Orgelempore. Davor waren früher Bankreihen für nicht konfirmierte Mädchen aufgestellt, während die Jungen gegenüber auf Bänken vor dem Kanzelaufgang saßen. Verheiratete Männer hatten ihre Plätze auf den Emporen, je jünger, desto weiter entfernt von der Kanzel. Die Bankreihen hinter dem Altar waren den unverheirateten Männern vorbehalten. In der ersten Reihe saßen die Jungen nach der Konfirmation.
An der emporenlosen Südseite ist die polygonale hölzerne Kanzel aus der Erbauungszeit der Kirche angebracht. Sie besteht aus dem Treppenaufgang, einem kleinen Kanzelkorb mit den vier gemalten Evangelisten in den Feldern zwischen Säulen und einem Schalldeckel, der von einem geschnitzten Pelikan bekrönt wird. Nach christlicher Ikonographie symbolisiert der Pelikan, der seine Jungen mit seinem eigenen Blut füttert, den Opfertod Christi. Darunter tragen zwei vergoldete Löwen das Wappen von Cleen, ein dreiblättriges Kleeblatt. Das bunte Bleiglasfenster rechts neben der Kanzel stammt von der Glasmalerei Zettler aus München. Es stellt den auferstandenen Christus dar, der in seiner Linken die Siegesfahne hält und die rechte Hand zum Segensgruß erhebt. Zu seinen Füßen tragen zwei Kindesengel eine Blumengirlande. Der Rundbogen zeigt die Lebenskrone, auf die die Umschrift aus Offb 2,10b  Bezug nimmt.
Der Altar besteht aus zwei Sandsteinblöcken mit einer schlichten, 15 cm dicken Marmorplatte als Mensa. Der hölzerne Unterbau wurde 1955 entfernt. Wahrscheinlich noch aus mittelalterlicher Zeit stammt das geschnitzte Altarkruzifix. Die Wangen des Kirchengestühls sind geschnitzt.

## Orgel

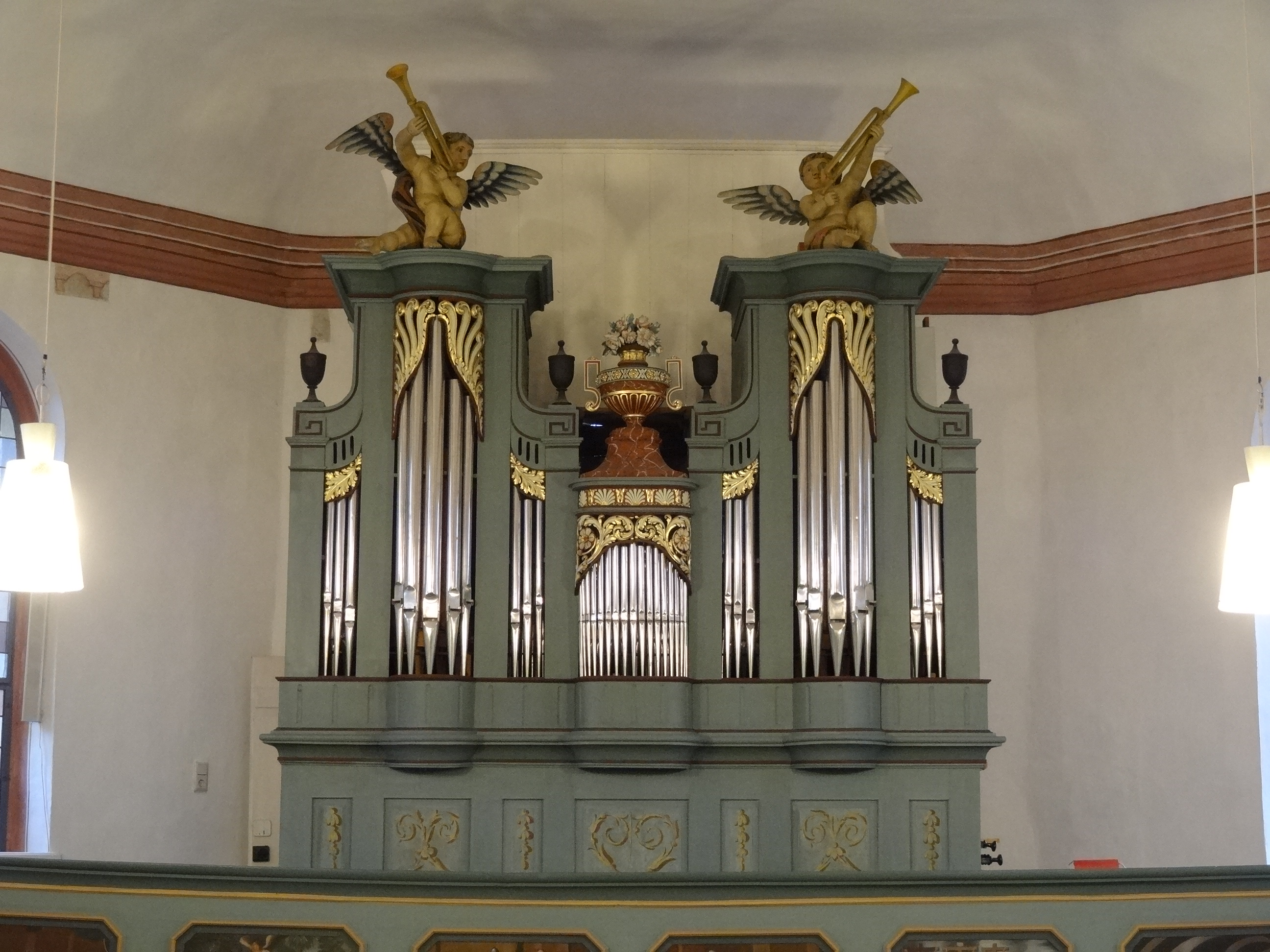
Bürgy-Orgel auf der Ostempore über dem Altar

Bereits die Vorgängerkirche verfügte über eine Orgel. Im Zuge des Kirchenneubaus wurde Orgelbauer Dreuth 1770 für die Umsetzung dieses Instruments in die neue Kirche entlohnt.
Johann Georg Bürgy baute zwischen 1830 und 1834 für 720 Gulden eine neue Orgel. Möglicherweise wurden dabei ältere Teile verwendet. Die alte Orgel wurde nach Dutenhofen verkauft, wo das Gehäuse erhalten ist. Die Stellung der neuen Orgel auf der Ostempore hinter und über dem Altar entspricht dem protestantischen Prinzip der Altarorgel. Das einmanualige Instrument verfügte ursprünglich über zehn Register. Das Trompetenregister wurde später von Adolf Eppstein (Weilmünster) durch einen Geigenprinzipal und die Flaut (Diskant) von Orgelbau Hardt (Möttau) durch eine Flöte ersetzt. Im Jahr 1976/1977 erfolgte eine Restaurierung und Erweiterung auf zwölf Register durch Hardt. Der alte Registerbestand ist weitgehend erhalten. Der klassizistische Prospekt ist siebenachsig gegliedert und wird von Urnen und zwei Engeln mit Trompeten bekrönt. An die beiden überhöhten Rundtürme schmiegen sich an beiden Seiten kleine Pfeifenfelder mit je drei Pfeifen an. Das niedrige, aber breite Mittelfeld ist an den Seiten abgerundet. Alle Pfeifenfelder schließen nach oben mit Schleierwerk ab. Die Disposition lautet:
| I Manual C–f3 |    |
| Bordon B/D    | 8′ |
| Salicional    | 8′ |
| Flöte D       | 8′ |
| Principal     | 4′ |
| Gedackt       | 4′ |
| Quinte        | 3′ |
| Octave        | 2′ |
| Mixtur III    | 1′ |
| Trompete      | 8′ |
| Cromorne      | 8′ |

| Pedal C–c1 |     |
| Subbaß     | 16′ |
| Octavbaß   | 8′  |

- Tremulant (für das ganze Werk)
- Koppeln: I/P

## Glocken
Bereits im 13. oder 14. Jahrhundert soll die Kirche eine Evangelisten-Glocke besessen haben. Sie war beim Läuten zersprungen und wurde 1899 durch Ulrich in Apolda ersetzt. Die kleinste Glocke von 1787 wurde nach 1836 ersetzt und eine 1866 angeschaffte Glocke im Jahr 1902 durch Franz Schilling in Apolda. Die Glocken von 1899 und 1902 mussten im Ersten Weltkrieg abgegeben werden. Sie wurden ersetzt, mussten aber im Zweiten Weltkrieg wiederum abgetreten werden. 1954 schenkte die bürgerliche Gemeinde der Kirchengemeinde drei neue Glocken. Seitdem besitzt die Oberkleener Kirche ein Vierergeläut. Die große Glocke trägt zwar außer der Jahreszahl keine Inschrift, die auf ihre Herkunft schließen lässt, doch sind ihre Zier-Ringe und die Krone nahezu identisch mit einer 1603 von Laux Rucker gegossenen Glocke in Homberg (Ohm).
| Nr. | Name                | Gussjahr | Gießer, Gussort                              | Durchmesser (mm) | Masse (kg) | Schlagton (HT-1/16) | Inschrift | Bild |
| 1   | –                   | 1600     | evtl. Laux Rucker aus Volpertshausen         | 1100             | ca. 750    | fis1                | „+ 1 6 0 0 +“ |      |
| 2   | Verkündigungsglocke | 1954     | Gebr. Bachert, Bad Friedrichshall-Kochendorf | 940              | 460        | a1                  | „Land, Land, Land, hoere des Herrn Wort [Jeremia 22,29]“ |      |
| 3   | Gebetsglocke        | 1954     | Gebr. Bachert, Bad Friedrichshall-Kochendorf | 840              | 325        | h1                  | „Seid froehlich in Hoffnung, geduldig in Truebsal, haltet an am Gebet. [Römer 12,12]“ Christus unica spes |      |
| 4   | Friedensglocke      | 1954     | Gebr. Bachert, Bad Friedrichshall-Kochendorf | 710              | 194        | d2                  | „Verleih uns Frieden gnaediglich, Herr Gott, zu unsern Zeiten. Es ist doch ja kein andrer nicht, der fuer uns koennte streiten, denn du unser Gott alleine [Martin Luther] Unsern lieben Gefallenen zum Gedaechtnis“ |      |

## Kirchengemeinde
Die Kirchengemeinde ist lutherisch und gehört zum Evangelischen Kirchenkreis an Lahn und Dill in der Evangelischen Kirche im Rheinland. Zwischen 1929 und 1963 wurde Oberkleen von Niederkleen aus betreut. Seit 1963 teilten sich die Gemeinden in Oberkleen und Ebersgöns eine Pfarrstelle mit Sitz in Ebersgöns. Sitzungen der beiden Presbyterien wurden in der Regel gemeinsam abgehalten. Seit 1962 verfügt die Gemeinde über ein Jugendheim und seit 1972 über ein Gemeindehaus. Im Jahr 2018 umfasste die Kirchengemeinde Oberkleen 659 und Ebersgöns 397 Mitglieder. Oberkleen fusionierte zum 1. Januar 2021 mit den Kirchengemeinden Dornholzhausen und Niederkleen zur Evangelischen Kirchengemeinde Kleebachtal. Die pfarramtliche Verbindung mit Ebersgöns bleibt bestehen.
Seit der Reformationszeit sind die Pfarrer lückenlos nachgewiesen.
- 1531/1532: Johann Wißbach
- 1540–1578: Michael Weishuhn
- 1578–1602: Michael Hartherz
- 1602–1604: Daniel Schüler
- 1607–1609: Johann Jacob Tautophaeus
- 1615–1621: Christian Braun (Brayneck)
- 1621–1624: Philipp Etho (Ettho)
- 162500000: Christian Braun (Breun)
- 1625–1629: Friedrich Pauli
- 1633–1635: Johann Lucius
- 1635–1636: Johann Philipp Find
- 1636–1651: Johann Konrad Braubach
- 1651–1673: Johannes Ortenberger
- 1673–1696: Johann Vigelius
- 1697–1755: Johann Georg Wilhelm Jakobi
- 1755–1768: Daniel Draudt
- 1768–1771: Johann Friedrich Schmidtborn
- 1775–1797: Eberhard Rumpf
- 1798–1820: Ludwig Friedrich Münch
- 1822–1825: Friedrich Förtsch
- 1826–1830: Friedrich Kilian Abicht
- 1831–1834: Johannes Jakob Hessel
- 1834–1841: Philipp Karl Christian Blum
- 1842–1896: Heinrich Christian Usener
- 1896–1929: August Johann Friedrich Wilhelm Hartmann
- 1930–1958: Ulrich Kulke, Niederkleen
- 1958–1963: Gerhard Kutscher, Niederkleen
- 1963–1972: Friedel Schmidt, Ebersgöns
- 1972–1979: Jörn-Erik Gutheil, Ebersgöns
- 1981–1984: Ernst von der Recke, Ebersgöns
- 1985–2023: Michael Ruf, Ebersgöns
- seit 2024: Georg-Christoph Schaaf